# Бланчард (Айова)
Бланчард (англ. Blanchard) — місто (англ. city) в США, в окрузі Пейдж штату Айова. Населення — 29 осіб (2020).

## Географія
Бланчард розташований за координатами 40°34′51″ пн. ш. 95°13′17″ зх. д. / 40.58083° пн. ш. 95.22139° зх. д. (40.580793, -95.221452).  За даними Бюро перепису населення США в 2010 році місто мало площу 0,59 км², уся площа — суходіл.

## Демографія
Згідно з переписом 2010 року, у місті мешкало 38 осіб у 18 домогосподарствах у складі 12 родин. Густота населення становила 65 осіб/км².  Було 22 помешкання (37/км²).
Расовий склад населення:
| - 100,0 % — білих |

До двох чи більше рас належало 0,0 %. Частка іспаномовних становила 0,0 % від усіх жителів.
За віковим діапазоном населення розподілялося таким чином: 10,5 % — особи молодші 18 років, 71,1 % — особи у віці 18—64 років, 18,4 % — особи у віці 65 років та старші. Медіана віку мешканця становила 46,0 року. На 100 осіб жіночої статі у місті припадало 100,0 чоловіків;  на 100 жінок у віці від 18 років та старших — 78,9 чоловіків також старших 18 років.
Середній дохід на одне домашнє господарство  становив 59 950 доларів США (медіана — 59 375), а середній дохід на одну сім'ю — 63 945 доларів (медіана — 59 063). 
Цивільне працевлаштоване населення становило 28 осіб. Основні галузі зайнятості: будівництво — 32,1 %, освіта, охорона здоров'я та соціальна допомога — 21,4 %, публічна адміністрація — 14,3 %, оптова торгівля — 10,7 %.